# Trà Cú, Vĩnh Long
Trà Cú là một xã thuộc tỉnh Vĩnh Long, Việt Nam.
Trước ngày 16 tháng 6 năm 2025, Trà Cú là thị trấn huyện lỵ của huyện Trà Cú, tỉnh Trà Vinh. 

## Địa lý
Xã Trà Cú có vị trí địa lý:
- Phía đông giáp xã Long Hiệp.
- Phía tây giáp xã Lưu Nghiệp Anh.
- Phía nam giáp xã Hàm Giang.
- Phía bắc giáp xã Tập Sơn.

Xã Trà Cú có diện tích 37,33 km², dân số năm 2025 là 30.037 người, mật độ dân số đạt 804 người/km².

## Hành chính
Thị trấn Trà Cú được chia thành 5 khóm: 1, 2, 3, 4, 5 và 14 ấp: Ba Tục A, Ba Tục B, Giồng Ông Thìn, Sóc Chà A, Sóc Chà B, Trà Les, Kos La, Cầu Hanh, Giồng Tranh, Xóm Chòi, Vàm Buôn, Xa Xi, Xoài Thum, Xoài Xiêm

## Lịch sử
Ngày 29 tháng 8 năm 1994, Chính phủ ban hành Nghị định số 99-CP về việc thành lập thị trấn Trà Cú trên cơ sở tách một phần dân số và diện tích của xã Thanh Sơn và xã Ngãi Xuyên.
Ngày 15 tháng 10 năm 2019, HĐND tỉnh Trà Vinh ban hành Nghị quyết số 157/NQ-HĐND về việc:
- Sáp nhập một phần khóm 3 vào khóm 2
- Sáp nhập khóm 6 vào khóm 4
- Sáp nhập khóm 7 vào khóm 5.

Ngày 16 tháng 6 năm 2025, Ủy ban Thường vụ Quốc hội ban hành Nghị quyết số 1687/NQ-UBTVQH15 về việc sắp xếp các đơn vị hành chính cấp xã của tỉnh Vĩnh Long năm 2025. Theo đó, sắp xếp toàn bộ diện tích tự nhiên, quy mô dân số của thị trấn Trà Cú và các xã Ngãi Xuyên, Thanh Sơn thành xã mới có tên gọi là xã Trà Cú.
Sau khi sáp nhập, xã Trà Cú có 37,33 km² diện tích tự nhiên và dân số 30.037 người.